# Arthur Lemisch

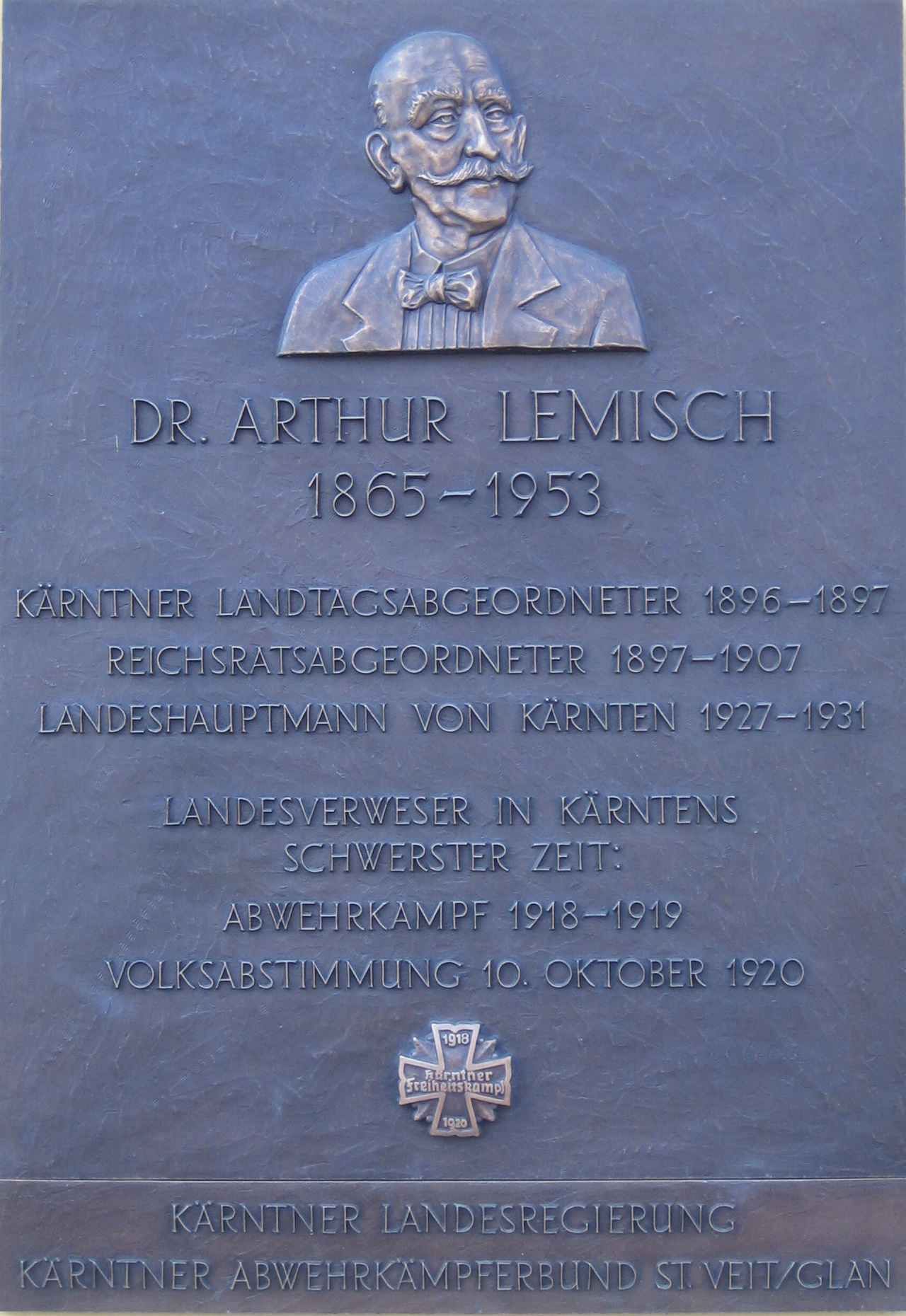
Arthur-Lemisch-Gedenktafel in St. Veit

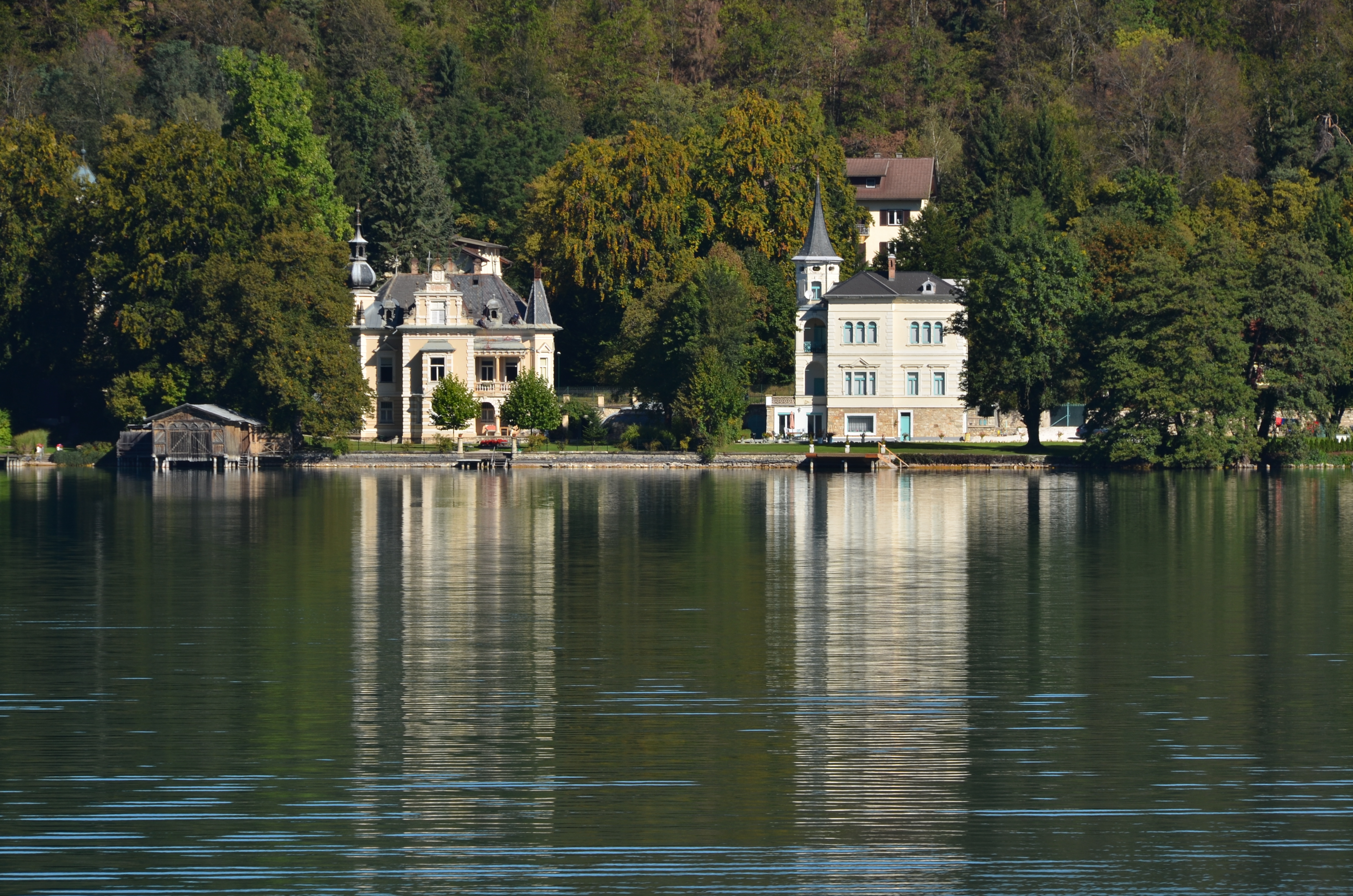
Villen Seeblick und Seewarte in Pörtschach am Wörther See

Arthur Lemisch (* 6. Februar 1865 in St. Veit an der Glan; † 29. Oktober 1953 ebenda) war ein österreichischer Politiker. Als „Landesverweser“ stand er von 1918 bis 1921 der provisorischen Landesversammlung von Kärnten vor, von 1927 bis 1931 war er Landeshauptmann des Bundeslandes. Er ist der Großvater von Friederun Pleterski.

## Leben
Lemisch wurde als Spross der ältesten Kärntner Eisengewerkenfamilie Rauscher von Stainberg und als Sohn eines Arztes geboren. Seine Mutter war Fanni Lemisch, die ab 1888 den Rainerhof am Neuen Platz in Klagenfurt und in Pörtschach die denkmalgeschützten Villen Villa Seewarte und Villa Seeblick erbauen ließ. Sein Bruder war Josef Lemisch.
Lemisch besuchte das Gymnasium in Klagenfurt, wo er Mitglied der damals verbotenen pennalen Burschenschaft Tauriska Klagenfurt wurde. Er studierte Rechts- und Staatswissenschaften sowie Philosophie in Innsbruck und Graz. Er war auch für Landwirtschaft an der Hochschule für Bodenkultur in Wien eingeschrieben. Während seines Studiums wurde er 1882 Mitglied der Innsbrucker akademischen Burschenschaft Suevia sowie 1885 der Akademischen Burschenschaft Stiria Graz. Er wurde zum Dr. iur. promoviert.
Nach seinem Studium wurde er Gutsbesitzer und arbeitete als Rechtsanwalt. Er war ab 1896 deutschnationaler Abgeordneter der landtäflichen Kurie im Kärntner Landtag, von 1897 bis 1906 auch Abgeordneter im österreichischen Reichsrat, in dieser Zeit Mitglied der Deutschen Volkspartei und aktiv in die Badenikrise verwickelt. Arthur Lemisch nahm am 25. September 1897 als Sekundant des radikalen deutschnationalen Abgeordneten Karl Hermann Wolf am Duell mit Ministerpräsident Kazimierz Badeni teil. Im Reichsrat bemühte sich Lemisch um die Rettung der Kärntner Eisenindustrie, ohne Gehör zu finden. 1908 wurde der letzte Hochofen „Pulcheria“ der Familie in der Mosinz/Hüttenberg ausgeblasen. Bei der Landesausstellung 1995 wurden die Industriedenkmale vom Architekten Günther Domenig zu einem erinnernden Kunstwerk verbunden.
1906 kehrte Arthur Lemisch Wien den Rücken und widmete sich ganz der Zusammenführung der Kärntner Bauern zu einem deutschfreiheitlichen Bund, der bei den ersten allgemeinen Landtagswahlen 1907 50 % der Stimmen erlangte.
Nach dem Ersten Weltkrieg erklärte Kärnten am 11. November 1918 seinen Beitritt zu der neu gebildeten Republik Deutschösterreich. Zum „Landesverweser“ einer ersten, noch provisorischen Landesversammlung des Bundeslands Kärnten wurde Arthur Lemisch gewählt. Er hatte dieses Amt bis 22. Juli 1921 inne. Damit leitete er während der kritischen Zeit des Kärntner Abwehrkampfes und der anschließenden Volksabstimmung die Geschicke des Landes. Er gehört zu den Gründern des Landbundes, in dem er aber nicht Mitglied war.
Von 15. Juni 1927 bis 21. Jänner 1931 war Lemisch – als Parteiloser – nochmals an der Spitze der Kärntner Politik, dieses Mal als Landeshauptmann. Er galt als Verfechter deutschnationaler Eigenständigkeit, jedoch nicht als NS-Sympathisant. Man kann ihn, dessen Wurzeln sowohl im slowenischen und im oberitalienischen Kulturkreis so wie auch in der alten deutschkärntnerischen Gewerkentradition liegen, als „deutschromantischen Kärntner“ bezeichnen. Der Werdegang seiner aufgeklärten Vorfahren macht ihn zu einem typischen Spross des aufgeklärten deutschen Kärntner Großbürgertums, dessen Entwicklung eng mit der Bedeutung des Protestantismus und der Gegenreformation in Kärnten zu tun hat.

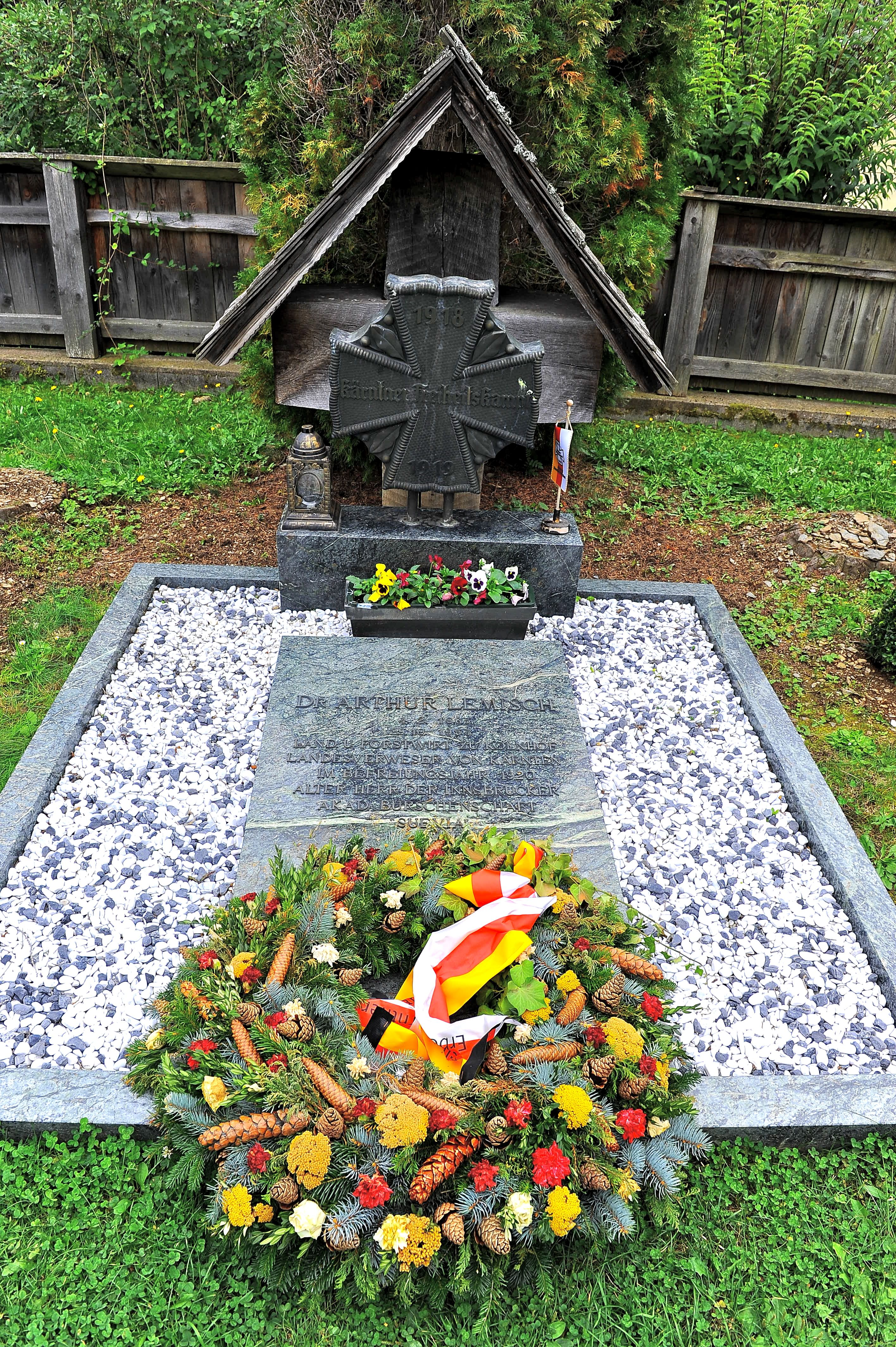
Arthur-Lemisch-Grab in Dreifaltigkeit/Frauenstein

## Nachwirkung
In zahlreichen Städten Kärntens erinnert der jeweilige Dr.-Arthur-Lemisch-Platz (z. B. in Klagenfurt, Spittal an der Drau) oder die Arthur-Lemisch-Straße (z. B. in Sankt Veit an der Glan, Villach, Feldkirchen, Völkermarkt) an den Politiker. Gleichzeitig erinnert wenig an seine Anstrengungen zur Assimilierung des slowenischsprachigen Bevölkerungsteils Kärntens. Über jene Kärntner Slowenen, die bei der Volksabstimmung 1920 gegen den Verbleib Südkärntens bei Österreich gestimmt haben, schreibt Lemisch am 20. Oktober 1920 in der Kärntner Landsmannschaft Nr. 80: „Nur ein Menschenalter haben wir Zeit, diese Verführten zum Kärntnertum zurückzuführen. Mit deutscher Kultur und Kärntner Gemütlichkeit wollen wir in einem Menschenalter die Arbeit geleistet haben.“ Und weiter: „Ehe wir aber das Werk der Liebe beginnen, lasst uns erst jenes der Vergeltung vollenden. Los und ledig wollen wir sein all derjenigen, die den heiligen Frieden unserer Heimat schändeten.“
Seine Schülerverbindung p.c.B! Tauriska Klagenfurt setzte ihm 1978 auf dem Klagenfurter Dr.-Arthur-Lemisch-Platz einen Gedenkstein. Diese wurde bereits vor Jahren bei der Schneeräumung beschädigt und harrt seiner Wiederaufstellung (der Grund sind angeblich Streitigkeiten wegen des Standorts).
Am 6. April 2024 wurde am Haus Arthur-Lemisch-Platz 6 in Klagenfurt auf Initiative des Kärntner Abwehrkämpferbundes eine weitere Gedenktafel angebracht.
Eine vom Grazer Gemeinderat eingesetzte Historikerkommission beschrieb im Jahr 2017 Lemisch wegen seiner deutschnationalen Einstellung und antisemitischen Äußerungen in der Öffentlichkeit kritisch. Ebenso kritisch äußerte sich der von der Stadt Villach beauftragte Historiker Werner Koroschitz in seiner Studie aus 2019 über die Villacher Straßennamen.